# Данилов, Юрий Ефимович
Юрий Ефимович Данилов — советский государственный и хозяйственный деятель, доктор медицинских наук, профессор.

## Биография
Родился в 1917 году в Москве. Член КПСС.
С 1940 года — на хозяйственной, общественной работе.
В 1940—1996 гг.:
- главный врач Павловской районной поликлиники Краснодарского края,
- участник Великой Отечественной войны, командир отдельного медсанбата 222-й стрелковой дивизии, начальник главного полевого эвакопункта 3-й Армии, начальник армейского госпиталя № 2529, начальник эвакогоспиталя № 2495,
- главный врач 1-й городской больницы Грозного,
- заведующий Грозненским облздравотделом,
- заместитель председателя Грозненского облисполкома,
- инструктор административного отдела при Управлении делами ЦК КПСС,
- заведующий Грозненским облздравотделом,
- министр здравоохранения Киргизской ССР,
- начальник отдела образования, культуры и здравоохранения Государственного научно-экономического Совета Министров СССР, Госплана СССР,
- Главный санитарный врач СССР (заместитель министра здравоохранения СССР),
- директор Центрального научно-исследовательского института курортологии и физиотерапии (ЦНИИКиФ),
- председатель Союзного Общества Красного Креста и Красного Полумесяца,
- вице-президент АО экстремальной и гуманитарной помощи.

Избирался депутатом Верховного Совета Киргизской ССР 5-го созыва.
Умер в Москве 4 октября 2005 года. Похоронен на Востряковском кладбище Москвы.

Могила Данилова на Востряковском кладбище Москвы.